# Joseph Maria Olbrich

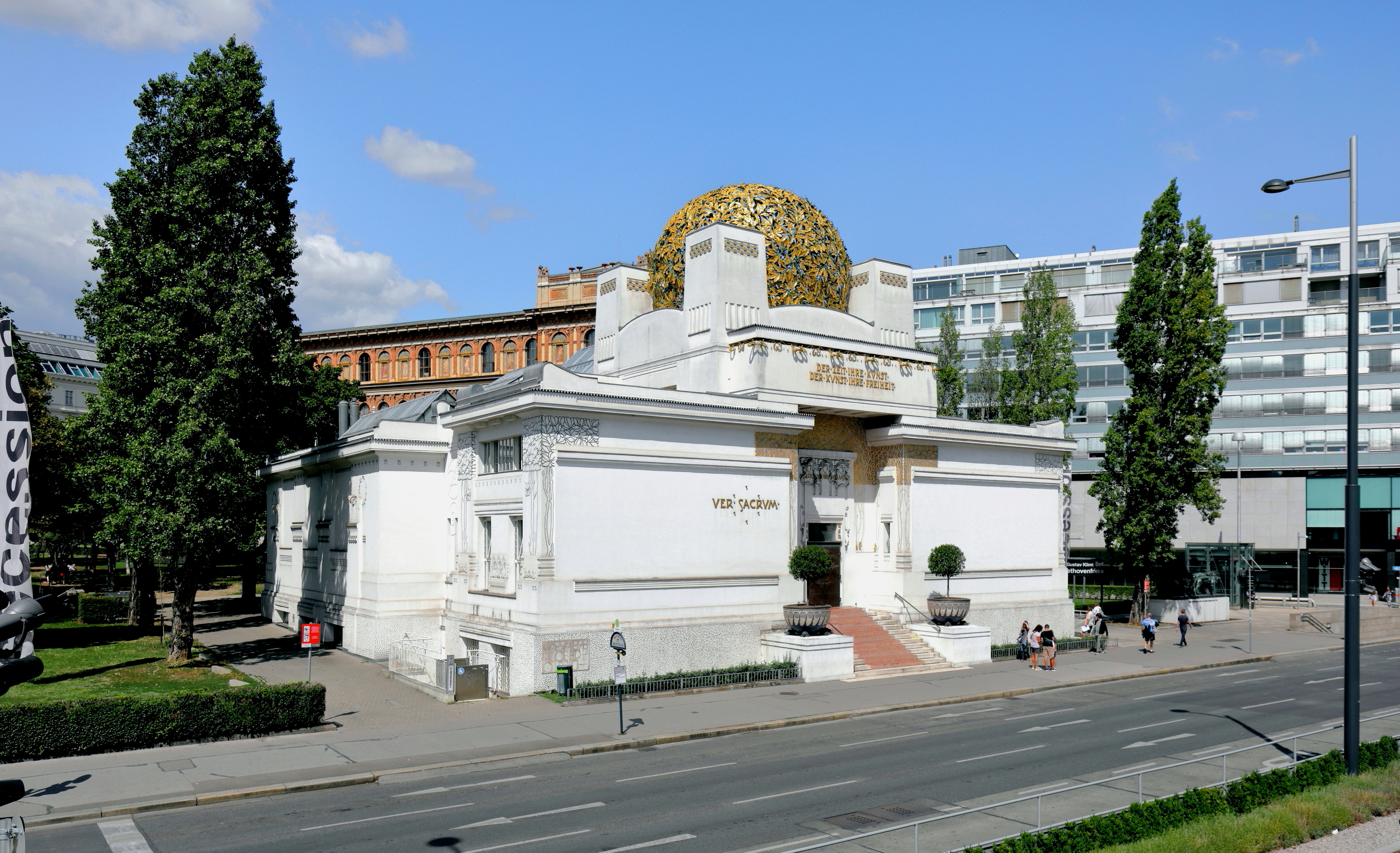
Pabellón de la Secesión de Viena.

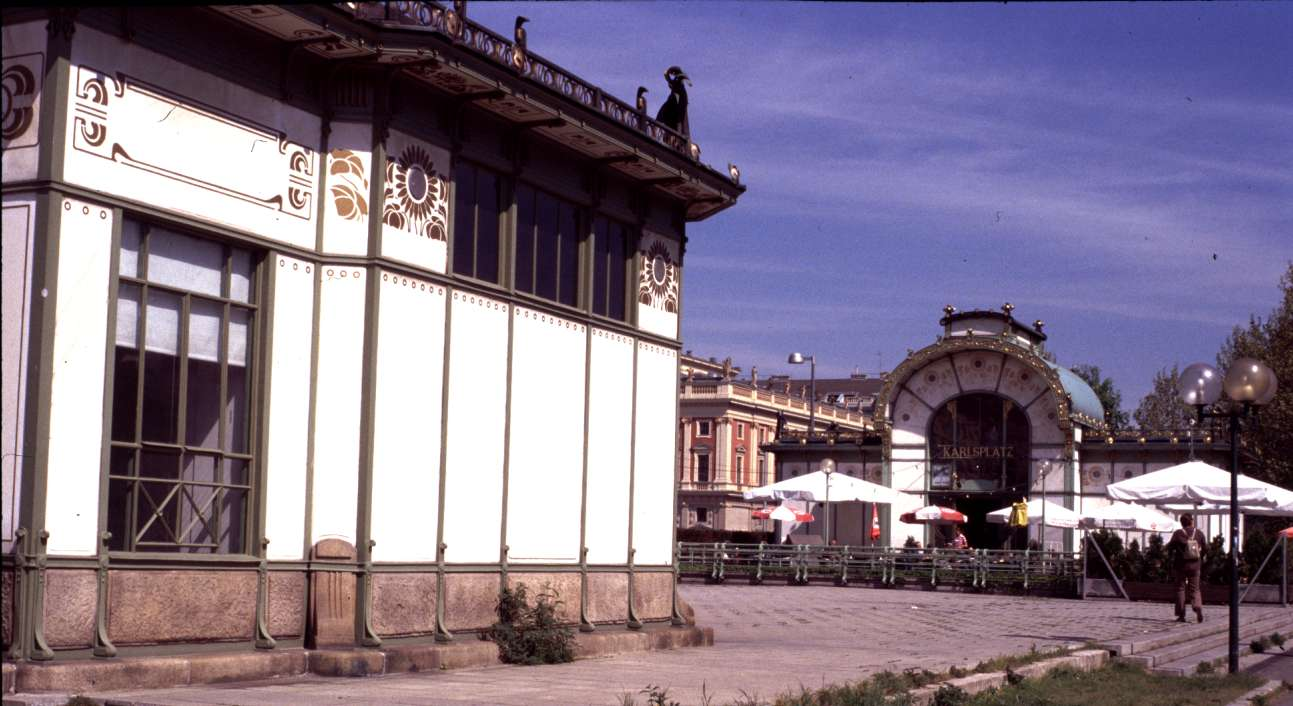
Ornamento por Olbrich.

Joseph Maria Olbrich (22 de diciembre de 1867-8 de agosto de 1908) fue un arquitecto y diseñador industrial nacido en Opava, Imperio austrohúngaro (actual República Checa).
Constituyó el movimiento inconformista vienés, junto con Josef Hoffmann (1870-1956). En el inicio de este modernismo aparece Otto Wagner (1841-1918), padre de dicho movimiento. Wagner tendrá también un tipo de arquitectura que reaccionará contra los historicismos, en la que se verá una liberación de los tipos tradicionales de la arquitectura. Aunque intenta impregnar su obra de racionalismo, seguirá dependiendo de lo ornamental.
En agosto de 2008 el correo austríaco emitió un sello postal conmemorando el 100° aniversario de su fallecimiento, ilustrado con un buzón de madera de arce diseñado por Olbrich para la villa del empresario Max Friedmann en Hinterbrühl, y que se encuentra desde los años 1970s en la Colección Municipal de Arte (Städtische Kunstsammlung) de Darmstadt.